# برود ستاره
برود ستاره (به لهستانی:  Bród Stary) یک روستا در لهستان است که در گمینا سوواوکی واقع شده‌است.